# 情報技術規格国際委員会
情報技術規格国際委員会（じょうほうぎじゅつきかくこくさいいいんかい、英: International Committee for Information Technology Standards）または略称 INCITS （インサイツ）とは、ANSIの諮問機関であり、情報技術 関連のデベロッパーにより構成される。以前は X3あるいは NCITSの名で知られていた。
INCITSの技術標準グループや技術委員会は、以下に代表されるような著名な標準規格をはじめ様々な標準化を行ってきた。
- 技術委員会 T10 -- SCSI
- 技術委員会 T11 (X3T9.3) -- Fibre Channel
- 技術委員会 T13 -- ATA

INCITS は、ANSIによる米国内の技術標準化活動と ISO/IEC による国際的な技術標準化活動の橋渡し的な役割を担っている。この活動により、多くの国で実施される技術標準を作成する機構を提供している。

## 歴史
INCITSの前身となる機関は、1961年に ASC (Accredited Standards Committee) X3 として設立された。X3のスポンサーは、現在の ITI (Information Technology Industry Council; 米国情報技術工業協議会)であり、ITIは当時はBEMA (Business Equipment Manufacturers' Association; 米事務機械製造工業協会)として知られていた。なおBEMAはCBEMA（Computer and Business Equipment Manufacturers' Association; 米国計算機事務機械製造工業協会）と改称されたのち、ITIとなった。その後、X3は1996年に ASC NCITS (National Committee for Information Technology Standards)と改称され、さらに2001年に現在の名称に改称された。